# Gargilius Martialis
Gargilius Martialis (3. század) ókori római író. Elsősorban a kertészetről, botanikáról, orvostudományról írt.

## Élete és műve
Egyes kutatók személyét azonosították egy azonos nevű katonai parancsnokéval, akit egy 260-ban készült felirat említ, miszerint elhunyt Auzia településen Mauretania Caesariensis tartományban.
A mezőgazdaságról írott művének több nagyobb részlete is fennmaradt, nevezetesen egyes növények gyógyhatásáról, a gyümölcstermelésről (de pomis), valamint a marhatenyésztésről (de curis bouum).
A Severus Alexander császár egy életrajzának szerzőségét is több szakértő neki tulajdonítja, mások azonban ezt az állítást nevetségesnek tartják.

## Magyarul
- De hortis; bev., jegyz., szerk. Maróti Egon, ford. Kondorné Látkóczki Erzsébet, Hoffmann Zsuzsanna; JATE, Szeged, 1992 (Források az antik mezőgazdaság történetéhez)